# Paul Wild (scientifique australien)
Pour les articles homonymes, voir Wild.
John Paul Wild est un scientifique australien d'origine britannique, né le 17 mai 1923 et décédé le 10 mai 2008. Après avoir servi pendant la Seconde Guerre mondiale en tant qu'officier radar dans la Royal Navy, il devient radioastronome en Australie pour le Conseil pour la recherche scientifique et industrielle, le précurseur de l'Organisation de recherche scientifique et industrielle du Commonwealth (CSIRO). Dans les années 1950 et 1960, il fait des découvertes basées sur des observations radio du Soleil. À la fin des années 1960 et au début des années 1970, son équipe construit et exploite les premiers radio-spectrographes solaires au monde, puis le radio-héliographe de Culgoora, près de Narrabri, en Nouvelle-Galles du Sud. L'observatoire Paul Wild de Culgoora porte son nom.
En 1972, Paul Wild invente Interscan, un système d'atterrissage standard à micro-ondes. De 1978 à 1985, il est président du CSIRO, période au cours de laquelle il élargit le champ d'action de l'organisation et dirige sa restructuration. Il prend sa retraite du CSIRO pour diriger (à partir de 1986) la Very Fast Train Joint Venture (en), un projet du secteur privé qui vise à construire un chemin de fer à grande vitesse entre les deux villes les plus peuplées d'Australie. Le manque de soutien du gouvernement y met fin en 1991. Dans ses dernières années, il travaille sur la théorie de la gravitation.

## Enfance
John Paul Wild naît à Sheffield, en Angleterre, le 17 mai 1923, le quatrième fils du riche fabricant de couverts, Alwyn Wild, et de sa femme Bessie. Mais cette année-là, l'entreprise d'Alwyn s'effondre et il se rend aux États-Unis d'Amérique pour vendre ses brevets et sa technologie pour la fabrication de couverts. En fait, il n'est jamais revenu. Bessie déménage avec ses garçons à Croydon, près de Londres. À propos de cela, Wild déclare : « Nous sommes passés de la richesse aux haillons », et « … directement sur la faim, très, très pauvre ». Il s'écoule cinq ou six ans avant qu'un accord de divorce ne permette à la famille de « vivre une vie de classe moyenne raisonnable, raisonnablement aisée ».
Son enfance est heureuse, son « grand-père impérialiste » ayant une forte influence sur son éducation. À l'âge de six ans, il est hospitalisé pendant six mois après avoir été heurté par un camion en descendant d'un tramway, se fendant le crâne. Puis, à l'âge de sept ans, il fréquente un pensionnat du Sussex, Ardingly College, où il est le plus jeune garçon de l'école et très nostalgique. Mais après avoir « comploté pour sortir » avec succès avec son frère aîné pendant quatre trimestres, il passe le reste de sa scolarité à Croydon : d'abord à The Limes (Old Palace of John Whitgift School) – à l'époque une école préparatoire – puis à l'école associée école indépendante supérieure, Whitgift School.
La curiosité intellectuelle motrice qui distingue Paul Wild apparaît dès son plus jeune âge. Il déclare : « [Ma mère] a montré une grande appréciation si jamais je réussissais dans quoi que ce soit, mais elle ne m'a pas poussé ». poupées, Meccano et carton; un cadeau précoce d'un train Hornby de sa mère l'initie à son amour de toujours pour les trains. Puis il « lit à propos du grand homme Isambard Kingdom Brunel et de toutes ses œuvres, qui n'étaient pas seulement des chemins de fer mais les navires extraordinaires qu'il construisit à l'époque. Eh bien, je suppose qu'il a été la première source d'inspiration pour moi » .
Il devient un fervent joueur et adepte de cricket à l'école et à l'âge adulte : plus tard dans sa vie, il est connu comme « une encyclopédie ambulante de la connaissance du cricket », possédant finalement toutes les éditions sauf une du Wisden Cricketers' Almanack.
Wild développe un fort amour des mathématiques dès son plus jeune âge. Après s'être inscrit, il passe trois ans dans le sixth form mathématique, la plupart du temps sur les mathématiques, avec un peu de physique et d'affaires du monde. Dans les périodes libres, lui et ses amis jouent au bridge, sous les marronniers en été. Dans une interview en 1992, il déclare: « Nous avions trois professeurs de mathématiques spécialisés couvrant l'analyse, le calcul et la géométrie moderne, et je pense que je leur dois beaucoup » .
L'école Whitgift se trouve à proximité de ce qui était alors l'aérodrome de Croydon. À l'été 1940, une véritable excitation s'ajoute à la vie des étudiants en mathématiques qui jouaient au bridge : la bataille d'Angleterre se déroule au-dessus de leur tête. « Il n'y avait aucun sentiment de danger, tout était merveilleusement amusant. Croydon [une base de Spitfire et de Hurricane ] était au cœur de l'action, et nous avions l'habitude de regarder les combats aériens se dérouler » .

## La physique par hasard
La Seconde Guerre mondiale détermine la spécialisation de Paul Wild et s'impose pour raccourcir toute sa vie universitaire à seulement cinq examens. En 1942, Wild va à l'Université de Cambridge (Peterhouse) pour approfondir ses mathématiques. Cependant, après un an de mathématiques, il sait qu'il ne pourrait rester que s'il fait quelque chose de pertinent pour l'effort de guerre national. C'est ainsi qu'il se lance directement dans la « physique avec radio ». Il a indiqué :
« la grande majorité  des gens du niveau Part 2 de physique l'avaient déjà fait deux ans auparavant, c'était donc un vrai défi. Mais j'ai beaucoup aimé, et j'ai été très inspiré par le genre de grandeur de l'approche, les merveilles de la mécanique quantique et de la relativité…. C'était un travail difficile, c'était six jours par semaine. C'est ainsi que je suis devenu physicien,. »
Après la deuxième année, après avoir terminé cinq examens en tout, il a le choix entre rejoindre l'une des trois forces armées ou se lancer dans la recherche ou l'industrie radar. Lors de sa journée « libre » chaque semaine, il est formé dans la Home Guard, mais son grand intérêt pour les navires et la mer l'amène à rejoindre la Royal Navy. Un bachelor ès arts en temps de guerre est décerné un an plus tard. Quelques années plus tard, il obtient un Master of Arts. Dix ans plus tard, il envoie ses travaux de recherche à l'Université de Cambridge et après deux ans de délibérations, le diplôme de docteur en sciences lui est décerné .

## Service naval en temps de guerre

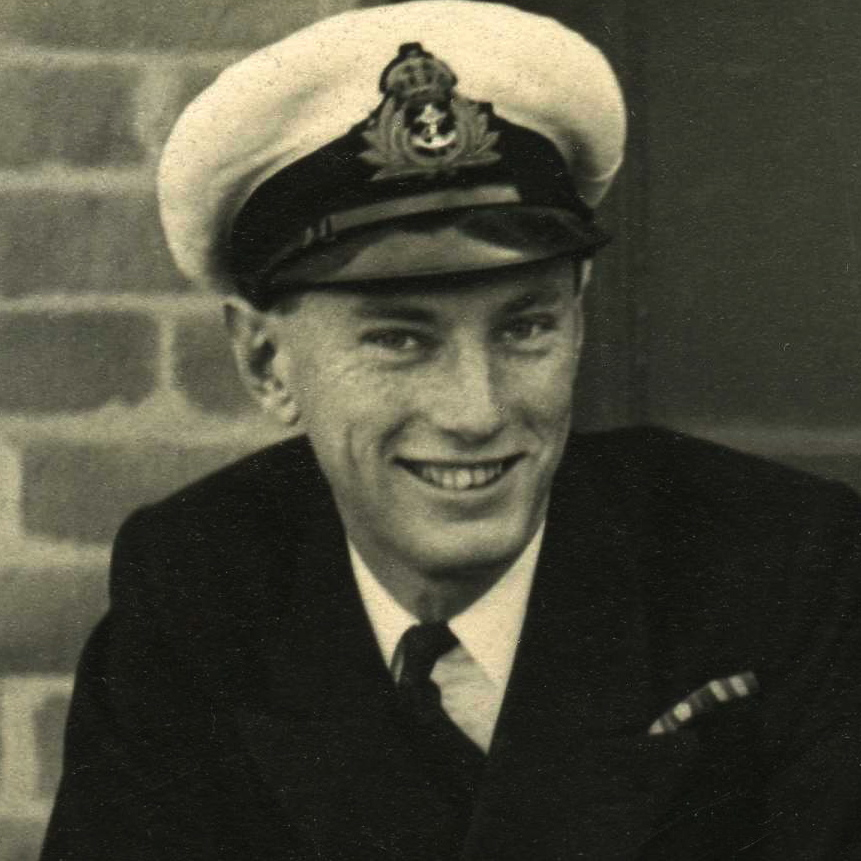
Paul Wild, affecté comme officier radar dans la Royal Navy pendant la Seconde Guerre mondiale à l'âge de 20 ans, est chargé de l'opération radar sur le.

Paul Wild devient l'un des jeunes officiers radar qui veillent à ce que la Royal Navy utilise sa nouvelle technologie au maximum de ses effets. En juillet 1943, nommé sous-lieutenant intérimaire temporaire probatoire (branche spéciale, Réserve des volontaires de la Royal Navy), il commence un cours intensif de formation d'officier radar de six mois à la base de la Royal Navy, à Portsmouth. Son affectation en mer pour les deux ans et demi suivants, avec 60 subordonnés et 24 radars, est le cuirassé HMS King George V, qui devient finalement le vaisseau amiral de la flotte britannique du Pacifique. Le navire prend part à la campagne d'Okinawa, suivie de l'assaut sur le continent japonais. Dans les deux campagnes, la flotte est fréquemment attaquée par des kamikazes japonais, mais comme ils ont tendance à se concentrer sur les porte-avions, son navire n'est pas touché. Le cuirassé entre dans la baie de Tokyo juste après la capitulation du Japon et il est présent lors de la signature du traité de paix.
La Royal Navy innove dans la manière dont elle incorpore les informations du nouveau radar du navire dans son artillerie, avec une ligne de communication directe entre l'officier du radar et la passerelle. Wild décrit le frisson de voir des projectiles télémétriques sur son son oscilloscope à rayons cathodiques dans la salle du radar sombre, apparaissant comme des pointes chevauchant la cible, puis le troisième coup frappant la cible au milieu.
Malgré l'innovation de la Royal Navy dans son utilisation du radar, une aversion sous-jacente pour les nouvelles technologies persiste chez certains officiers supérieurs de la marine. Il se souvient d'une remarque de son amiral à la fin des hostilités : « Maintenant, nous pouvons redevenir, jeune Wild, un véritable marine – sans votre radar ».
À son retour en Angleterre, Wild enseigne le radar aux officiers de marine permanents jusqu'au début de 1947. Au cours d'une de ses vacances en Australie pendant la guerre, il se fiance à une jeune femme de Sydney, Elaine Hull, dont la famille a offert l'hospitalité ; et en quittant la Royal Navy, il s'embarque immédiatement pour Sydney. Il a demandé à sa fiancée d'aller se marier en Angleterre, mais elle lui a dit qu'il devrait s'installer en Australie. Comme son futur beau-frère l'a observé plus tard, « l'Australie doit remercier ma sœur d'avoir donné à ce pays l'un de ses plus grands scientifiques ».

## Début «humble» en Australie
De Londres, Wild obtient un poste d'assistant de recherche auprès du Council for Scientific and Industrial Research au Radiophysics Laboratory près de Sydney. Il décrit le poste comme « humble » : pour entretenir et développer des équipements de test. Mais en l'espace d'un an, il s'est, comme il le dit, « frayé un chemin » dans la nouvelle science de la radioastronomie, et il décrit la période 1948-1950 comme
« une période extrêmement excitante… Les deux seuls groupes vraiment puissants en radioastronomie étaient l'Australien et Cambridge ; et… nous pensions tous avoir l'avantage sur le groupe de Cambridge. [L'expert radio australien en temps de guerre] Joe Pawsey, était le genre de père de la radioastronomie en Australie. C'était un leader merveilleusement inspirant, très effacé et ne se valorisant pas, et c'était un plaisir de travailler avec lui. Et il a fait quelque chose que j'ai beaucoup apprécié : il m'a laissé faire mes propres recherches mais je pouvais venir le voir à tout moment et avoir son avis. »
Ce conseil, a reconnu Wild, « était souvent très perspicace, très bon ». L'approche de Pawsey devient un modèle que Wild suivra.
En 15 ans à partir de 1949, le groupe solaire que Wild a rejoint et qu'il va bientôt diriger acquiert une réputation internationale en radiophysique solaire. Leurs instruments révèlent pour la première fois la présence de particules chargées et d'ondes de choc traversant la couronne solaire, et leurs effets potentiels sur la « météo spatiale ». La conception innovante du groupe d'équipements d'observation et les recherches révolutionnaires sur la nature des sursauts radio solaires et les perturbations qui les ont provoqués ouvrent la voie à la classification de la plupart des types de sursauts selon leur apparence spectrale et à la présentation de modèles pour interpréter leurs caractéristiques.

## Découverte des sursauts solaires
La nouvelle génération d'astronomes électroniques que Paul Wild rejoint appliquent leurs compétences de guerre à la recherche en radiophysique, le Laboratoire de radiophysique ayant remporté un certain nombre de succès depuis sa création, au début de la guerre, pour amener le radar en Australie. En 1948, les groupes du laboratoire étudient plusieurs domaines en plus du solaire. Le travail de Wild est né du phénomène de la technologie radar embryonnaire parfois brouillée par de mystérieuses interférences, découvertes plus tard, en Angleterre, comme du bruit radio provenant du Soleil .
Lorsque Wild rejoint le groupe solaire, il y a deux équipes parmi lesquelles choisir. Il choisit de travailler pour Lindsay McCready dans la construction d'un radiospectrographe, à la suggestion de Pawsey. Comme il l'a dit plus tard, « Je savais que si je rejoignais McCready, je serais capable de faire mon propre truc… C'est pourquoi je suis devenu un membre solaire ».
Le spectrographe - le premier jamais construit - examine le spectre des sursauts de rayonnement du Soleil sur une large gamme spectrale pour des fréquences de 40 à 70 mégahertz . Elle donne des résultats spectaculaires, démontrant la grande complexité des phénomènes d'éclatement et de tempête. À Penrith, à 50 kilomètres à l'ouest de Sydney dans les contreforts des Blue Mountains, une antenne en bois assez primitive est tirée avec des cordes, et toutes les vingt minutes elle est changée pour qu'elle pointe vers le Soleil. Les données sont analysées après quatre mois d'observations. Dans le premier article, publié en 1950, il écrit : « Nous avons identifié trois types spectraux distincts de sursauts et… nous les appellerons Type I, Type II et Type III.
L'équipe de Wild a maintenant besoin d'un site pour un nouveau radio spectrographe mieux conçu et plus puissant et un grand interféromètre à fréquence balayée avec lequel observer la source radio. En septembre 1950, lui et trois collègues empruntent une ancienne ambulance militaire décrépite et, avec un analyseur de spectre, ils évaluent les sites potentiels à la périphérie de Sydney et sur la côte sud de la Nouvelle-Galles du Sud qui seraient le moins affectés par les interférences des transmissions radio. Ils choisissent une propriété de pâturage à l'extérieur de Dapto, à 15 kilomètres au sud de Wollongong, protégée par une montagne de 1 500 pieds. Là, le Radiophysics Solar Group devient de plus en plus fort, au point que Wild déclare plus tard « qu'il ne faisait aucun doute que nous étions les champions du monde ». Le professeur Marcel Minnaert, éminent astronome belge, écrit en 1963 :
« L'histoire de la radio-spectroscopie solaire est principalement l'histoire des travaux australiens sur ce sujet. … À chaque réunion de l'Union Astronomique Internationale, des spécialistes hautement compétents tels que Wild [et Smerd et Christianson, dirigé par Pawsey]… ont pu annoncer des progrès spectaculaires. »
Ce travail est effectué dans des bâtiments et des installations primitifs. La cabane du matériel comprend un atelier à une extrémité, un bureau au milieu et une autre salle à l'autre extrémité, utilisée comme cuisine et lieu de rassemblement après le travail pendant la préparation du dîner. Les membres du personnel, qui y passent plusieurs jours par semaine, dorment et mangent dans une hutte adjacente à une seule pièce avec une table au milieu et des civières de camp sur les côtés. Mais parmi ces personnes, le moral et l'excitation sont très élevés et leur vie sociale est animée. Des collègues de l'époque à Dapto, décrivant Wild – comme beaucoup l'ont fait – comme « collègue, mentor et bon ami » disent « Il pouvait illuminer une pièce avec son esprit, son intelligence et son charme. Il aimait la fête et quelques bières » .

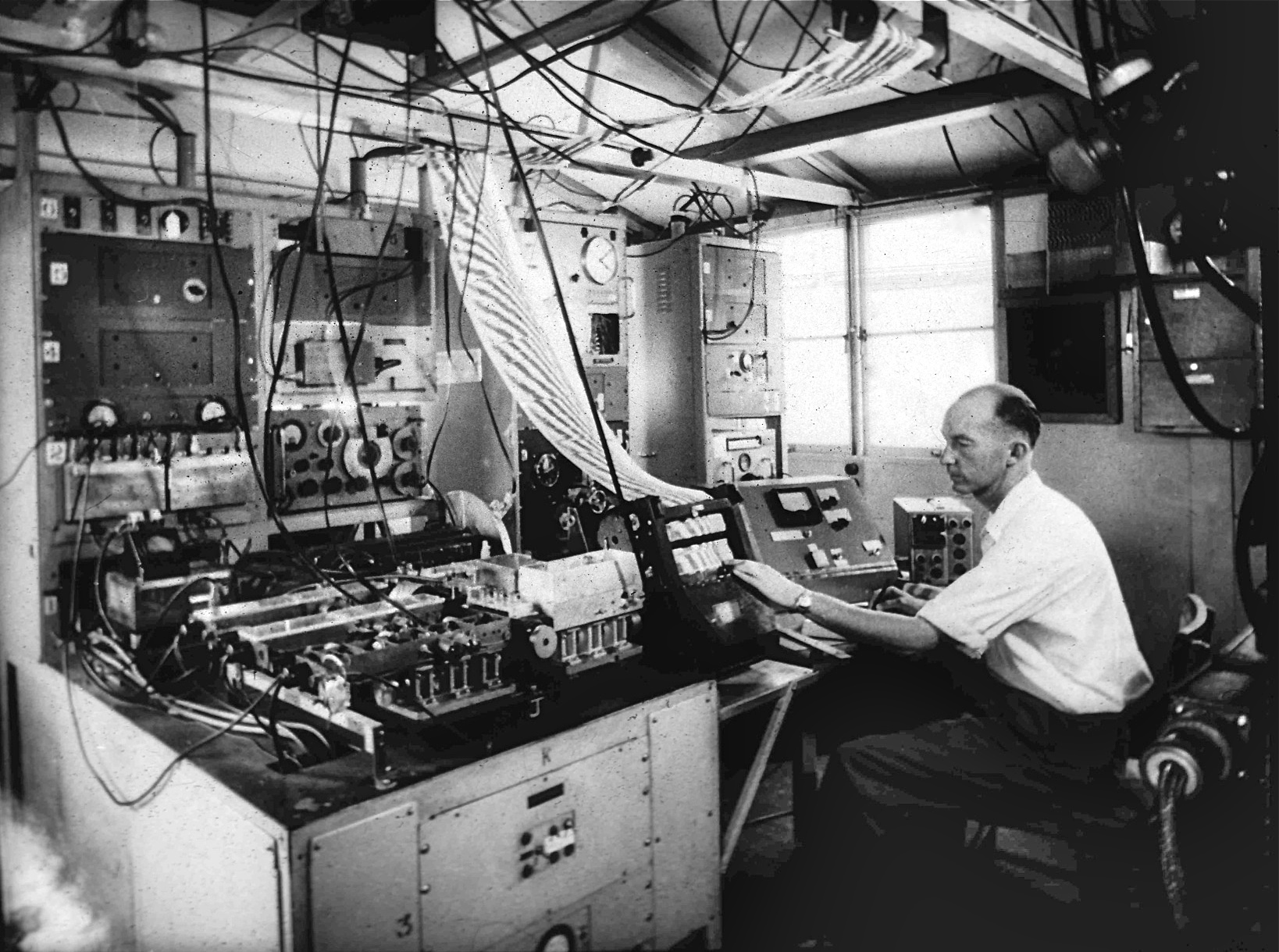
L'ingénieur en chef en électronique Kevin Sheridan reçoit des données dans la salle de radiospectrographie de fortune Dapto. Paul Wild l'a toujours reconnu comme « l'homme qui a tout mis en place » - un travail difficile avec la technologie naissante de l'époque. La main de Sheridan est sur un très ancien télécopieur, emprunté à un éditeur de journal.

Les sursauts se distinguent par la façon dont la fréquence dérive avec le temps. L'équipe déduit que les sursauts de type II sont associés à des ondes de choc sortant de l'atmosphère solaire à 1 000 km/s et sont associés, 30 heures plus tard, à des aurores dans le ciel nocturne de la Terre. Ils ont découvert la réponse à une énigme vieille d'un siècle : quel était l'agencement qui a transmis la perturbation de l'éruption solaire à la Terre  ? Les sursauts de type II continuent d'être surveillés de près par des spectrographes au sol et dans des satellites pour les rapports de « météo spatiale », car leur perturbation du champ géomagnétique et de l'ionosphère peut causer des pannes de communication radio et des systèmes de navigation et autres satellites.
L'équipe de Wild associe des sursauts de type III à des flux d'électrons éjectés à un tiers de la vitesse de la lumière et prenant moins d'une demi-heure pour atteindre la Terre. Il reste quelques sceptiques quant à cette interprétation jusqu'à ce que, une dizaine d'années plus tard, des physiciens américains utilisant des données satellitaires détectent régulièrement des sursauts d'électrons environ 25 minutes après les éruptions solaires. Ce n'était qu'un élément, mais pour Wild et ses collègues, un élément très excitant, d'un programme de recherche de renommée mondiale beaucoup plus vaste.
Les mécanismes s'avèrent corrects et leur dénomination des phénomènes devient la norme internationale. Wild compare cette recherche à l'étude de la taxonomie qui a précédé l'L'Origine des espèces de Darwin. Son analyse de l'anatomie des éruptions solaires et son développement de l'interprétation physique aboutissent à un modèle unifié qui intègre les phénomènes apparemment complexes des éruptions radioélectriques dans la chromosphère solaire, la couronne solaire et dans l'espace interplanétaire.
Au cours de ce travail solaire, Wild s'intéresse au spectre radioélectrique de l'hydrogène et rédige un rapport interne lié au potentiel de raies spectrales dans les sursauts solaires. Quand Ewen et Purcell aux États-Unis observent pour la première fois la transition 1420 MHz en 1951, il revient sur son rapport, le généralise au milieu interstellaire et, six mois plus tard, publie le premier article théorique détaillé sur les raies de l'hydrogène – un classique dans le domaine.

## Leader mondial de la recherche solaire
L'équipe de Wild construit et exploite ensuite à partir de 1967 un radio-héliographe de trois kilomètres de diamètre à Culgoora, près de Narrabri, dans le nord de la Nouvelle-Galles du Sud. Il va devenir un instrument révolutionnaire produisant des images en temps réel de l'activité solaire à différentes altitudes à partir de la surface du Soleil. À la fin des années 1960 et au début des années 1970, l'équipe dirige le monde dans la recherche solaire, attirant d'éminents physiciens solaires du monde entier.
Jusque-là, tous les résultats des radio-spectrographes solaires ont été déduits de l'étude du Soleil en regardant son spectre avec une résolution angulaire très limitée. Wild voulait
« voir à quoi ressemblaient ces phénomènes sur le Soleil, en avoir une image animée. La gamme de fréquences qui nous intéressait était d'environ les longueurs d'onde du mètre. Pour obtenir une résolution à peu près équivalente à celle de l'œil humain à ces longues longueurs d'onde, il fallait une ouverture d'environ trois kilomètres de diamètre. J'ai donc conçu une méthode de synthèse d'une ouverture de trois kilomètres avec 96 antennes dans un anneau. »

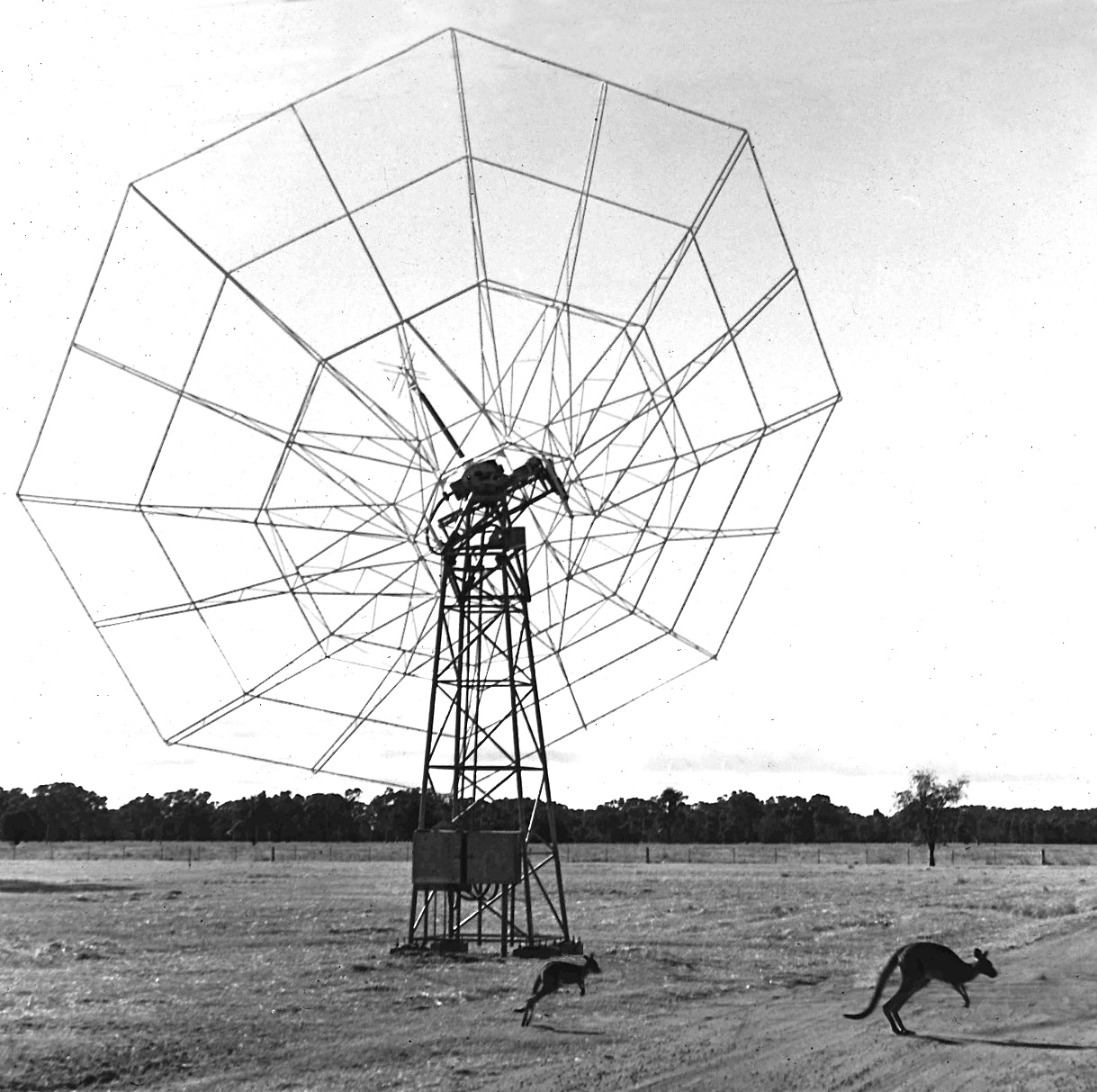
Pour « réellement voir à quoi ressemblaient les phénomènes solaires sur le Soleil », Paul Wild a construit 96 de ces antennes dans un anneau de 3 kilomètres à Culgoora, en Nouvelle-Galles du Sud – le premier radio-héliographe au monde.

Avec l'aide de Pawsey, 630 000 £ sont collectés auprès de la Fondation Ford pour construire le radio-héliographe Culgoora. Des années plus tard, il doit admettre « Quand j'y repense, je me demande comment j'ai eu le culot de le faire ». L'héliographe reste en service pendant 17 ans à partir de 1967, fournissant une énorme quantité de données et un aperçu du fonctionnement de la couronne solaire et de la relation entre les phénomènes solaires et terrestres. Wild publie plus de 70 articles dans ce domaine. L'héliographe joue également un rôle de premier plan dans les missions Skylab de 1973-1974 et la mission du maximum solaire de 1980-1981, fournissant des observations en temps réel de l'activité coronale. Il est mis hors service en 1984 pour faire place au télescope australien et transféré au service de prévision ionosphérique, où il est encore utilisé aujourd'hui pour la surveillance météorologique spatiale de l'activité solaire. Aujourd'hui, au moins 20 radio-spectrographes au sol fonctionnent dans le monde .
Bien que Wild ait écrit la plupart des articles, il donne du crédit aux autres, en disant : « J'ai mis le nom d'autres personnes parce qu'ils ont fait des contributions importantes ». L'un, par exemple, est l'assistant technique Bill Rowe. Pendant une période où le cycle solaire était au minimum et où rien ne se passait, Rowe est descendu à Dapto pour un rendez-vous à 11 heures. Wild a remarqué : « Par pure conscience, il est arrivé à 8 heures du matin, a mis l'appareil en marche et a enregistré le plus magnifique éclatement, qui a conduit à la découverte des première et deuxième harmoniques. Eh bien, vous ne pouviez pas écrire un article sans mettre son nom dessus. »
Comme il l'avait fait avec John Murray chez Dapto, Wild a toujours reconnu l'ingénieur en chef en électronique Kevin Sheridan comme la figure clé du développement de l'installation : « Kevin et moi sommes devenus comme Gilbert et Sullivan ; nous étions tous les deux très dépendants l'un de l'autre »  .
Le site de Culgoora devient plus tard le siège de l'observatoire Paul Wild ouvert en 1988 et maintenant un site pour plusieurs installations astronomiques majeures.
Wild a toujours tenu à transmettre son enthousiasme pour la science. Avec George Gamow et l'instigateur Harry Messel (en), il est membre du trio inaugural qui, à partir de 1962, apporte un enseignement scientifique de haut niveau aux élèves du secondaire supérieur dans toute l'Australie. Intitulée Summer School of Science, les sessions sont retransmises en direct à l'Université de Sydney et rediffusées en programmes de trois heures tôt chaque dimanche matin – un précurseur des programmes de l'actuel Professor Harry Messel International Science School (en).

## Chercheur et administrateur
En 1971, Paul Wild succède à E.G. 'Taffy' Bowen en tant que chef de la division de radiophysique du CSIRO. Pour quelqu'un qui s'est joint à une équipe de recherche particulière afin de pouvoir « faire son propre travail », il peut être surprenant qu'il ait accepté d'être nommé à ce rôle. Il a expliqué sa motivation :
« Eh bien toute ma vie, la vie scientifique, les gens m'ont donné beaucoup de ressources et beaucoup d'opportunités et je pense que c'est une question de devoir ; lorsque le doigt est pointé vers vous, il est de votre devoir de rembourser certaines de ces merveilleuses choses qui vous ont été données. C'est ainsi que je suis devenu administrateur. [Mais] lorsque j'étais chef de division, je n'étais pas seulement un administrateur, car j'ai également dirigé un groupe de recherche sur le système d'atterrissage Interscan. »
Qu'Interscan soit un groupe de recherche appliquée n'est pas un hasard. En fait, il a perçu un problème inhérent au fait que la Division de radiophysique est uniquement impliquée dans la recherche pure – une situation qui n'a jamais été appliquée au CSIRO. Il estime qu'il est très important de « démontrer à tout le monde que l'on pouvait transformer cette technologie en quelque chose d'utile ».

## Application pratique: un système d'atterrissage à micro-ondes
En recherchant des opportunités de recherche appliquée, Wild découvre que le Département australien de l'aviation civile (en) a envisagé un appel de l'Organisation de l'aviation civile internationale pour que les États membres proposent un nouveau système pour remplacer le système d'atterrissage aux instruments en place de longue date. Très vite, il forme le concept d'un système d'atterrissage à micro-ondes et applique ses énergies au projet. Le concept est simple : un faisceau en éventail de radar balaye horizontalement d'avant en arrière tandis qu'un autre balaye de haut en bas, donnant la position de l'avion à quelques pouces près.

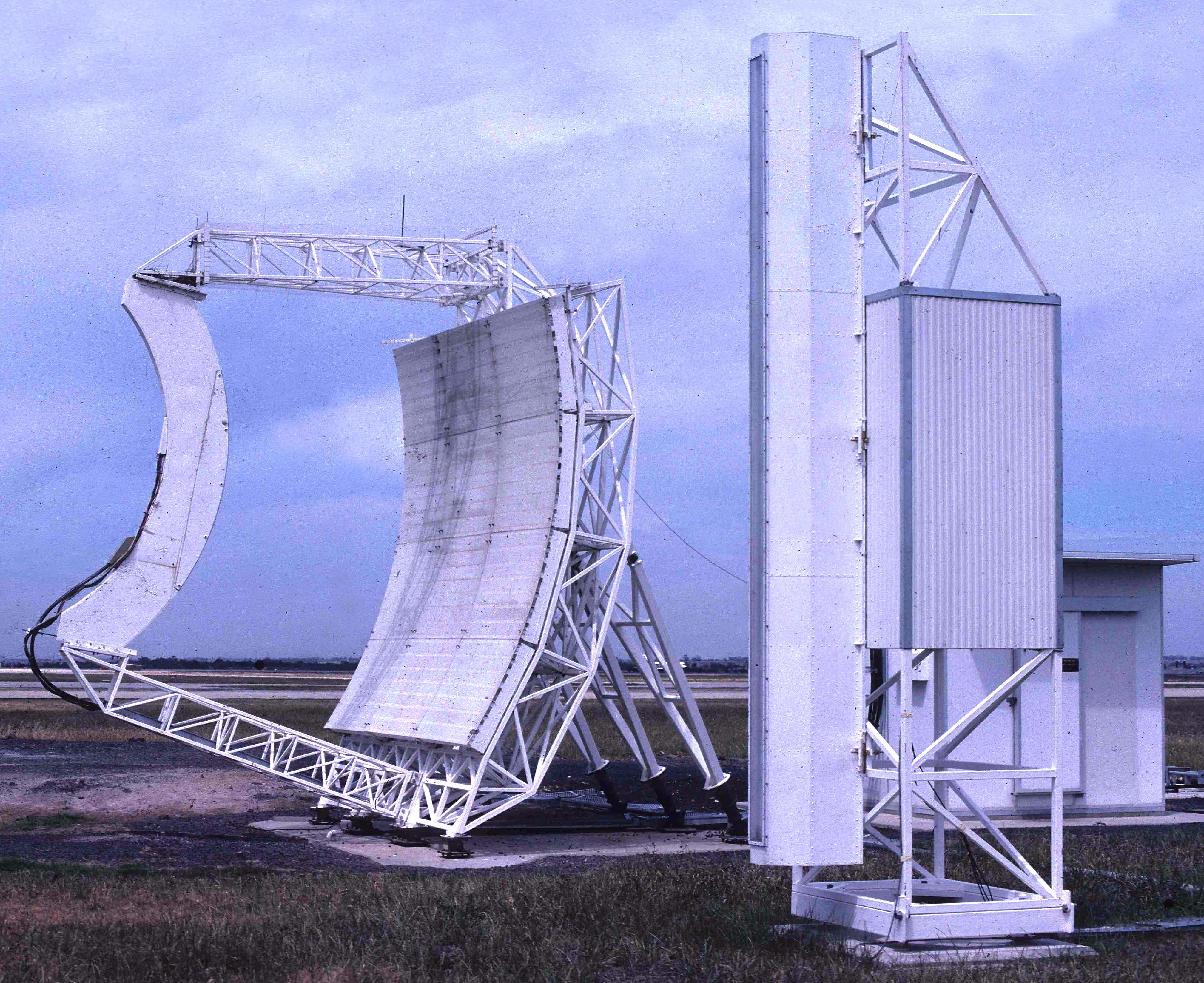
Composants du système Interscan à l'aéroport de Melbourne.

Interscan s'avère avoir de nombreux avantages par rapport aux autres systèmes d'atterrissage de précision. Il permet une large sélection de canaux pour éviter les interférences avec d'autres aéroports à proximité, a d'excellentes performances par tous les temps, et donne la liberté de localiser les antennes n'importe où dans un aéroport. Certaines installations deviennent opérationnelles dans les années 90 et d'autres sont implantées par la suite en Europe. La NASA exploite un système similaire pour atterrir des navettes spatiales. Cependant, Interscan n'est pas largement déployé dans le monde, en grande partie parce que la Federal Aviation Administration des États-Unis a développé le système de renforcement à large zone (WAAS), qui complète le système de positionnement global (GPS) par satellite. Bien que le WAAS soit moins cher et conforme à l'ILS de catégorie I, sa précision est inférieure à 1,0 mètre latéralement et inférieure à 1,5 mètre verticalement, ce qui est particulièrement préoccupant dans les endroits qui souffrent souvent d'une faible visibilité.
En 1978, Interscan est accepté comme la nouvelle norme mondiale dans les systèmes d'atterrissage à micro-ondes - mais seulement après que de nombreux obstacles politiques internationaux aient été surmontés. Le projet implique de longues et délicates négociations avec l'Organisation de l'aviation civile internationale et des alliances pragmatiques avec d'autres nations. Dennis Cooper, un participant clé aux négociations de l'OACI, décrit Wild comme « un excellent mentor, heureux d'écouter les idées de jeunes collègues, capable de saisir des idées complexes et de les expliquer simplement ».
Bien qu'Interscan n'ait pas balayé le monde de l'aviation comme prévu, il fournit néanmoins un tremplin à la carrière de nombreux ingénieurs et apporte une contribution considérable au développement de la science et de la technologie australiennes.

## Direction scientifique nationale
En 1978, Wild devient président du CSIRO, poste qu'il occupe jusqu'en 1985, et pendant une partie de ce mandat, il en est également le directeur général. Il assume le rôle après la première enquête indépendante sur le CSIRO (le rapport Birch de 1977) oriente l'organisation vers « combler une lacune dans la recherche nationale avec un travail stratégique axé sur la mission ». Il dirige l'organisation tout au long de la restructuration pour la moderniser et la rapprocher des industries et de la communauté qu'elle sert.

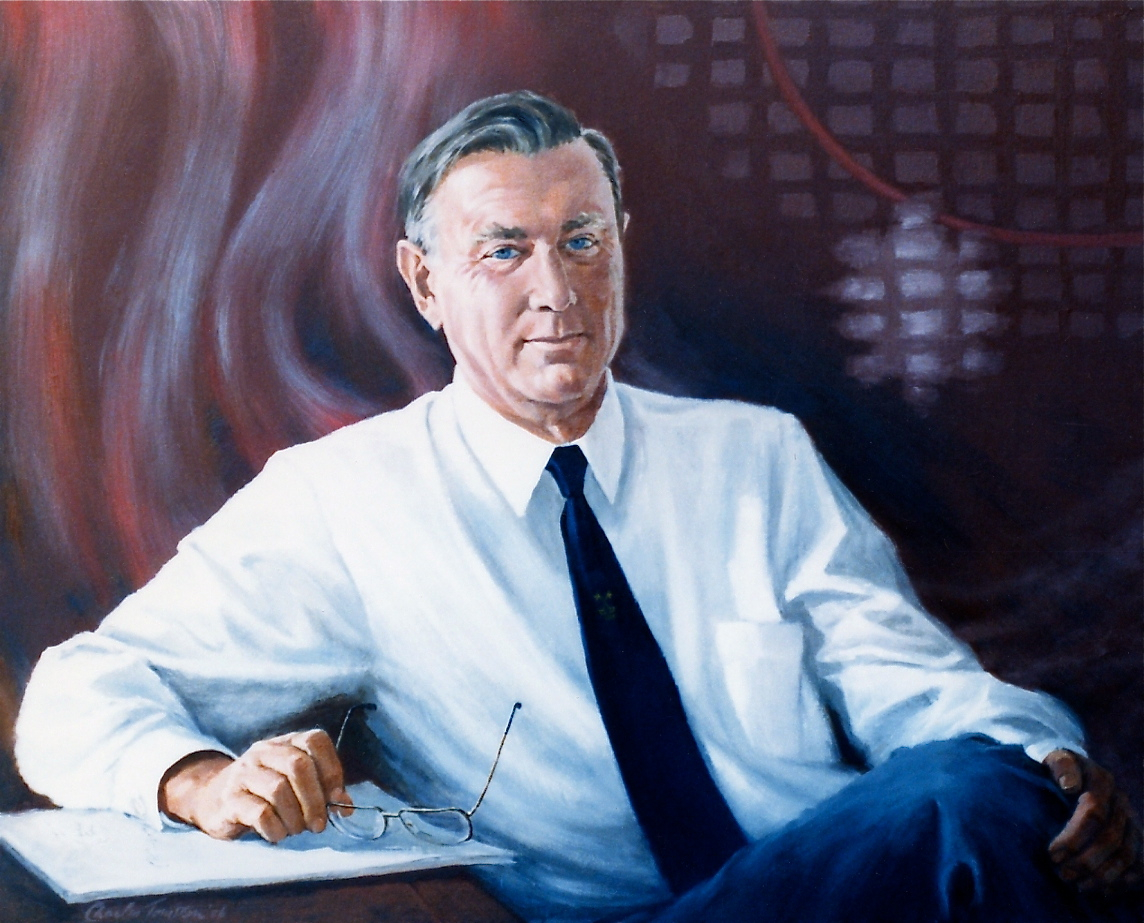
Dr Paul Wild : portrait par Charles E. Tompson. Derrière le Dr Wild se trouvent des images associées à ses découvertes en radiophysique : les formes tourbillonnantes des vents solaires à gauche et, à droite, une image d'oscilloscope à rayons cathodiques capturée lors de ses premières recherches.

Wild reconnaît que le CSIRO doit s'adapter et fournir un leadership scientifique et technologique dans un monde en évolution, reflétant sa maxime selon laquelle « sans excellence et originalité, la recherche n'aboutit à rien ». Au cours de cette période de grands changements, il obtient le financement de grandes installations de recherche nationales, notamment le navire de recherche océanographique RV Franklin ; l'Australian Animal Health Laboratory (en) et l'Australia Telescope ; et il établit une nouvelle Division de Technologie de l'Information.
Mais beaucoup de choses n'impliquent pas une navigation fluide : par exemple, comme il l'a dit, « J'ai eu de terribles problèmes avec le Laboratoire de santé animale quand il [le ministre des sciences quelque peu interventionniste de Wild, Barry Jones (en)] a voulu tout fermer, juste au moment où c'était presque fini d'être construit ». En outre, pour la première fois, le CSIRO doit réagir aux critiques du public concernant ses politiques. Wild déclare « Avant cette époque… je suppose que le CSIRO était une vache sacrée, au-delà de la critique ; et je pense que nous avons dû nous habituer à la critique et nous habituer à défendre » .
En effet, il y avait de nombreuses frustrations à être président du CSIRO à cette époque, dont il a nommé comme la pire « la frustration de trouver si difficile de faire venir du sang neuf en raison du budget descendant en termes réels ».
La diplomatie et la stratégie politique que Wild a d'abord utilisées avec beaucoup d'avantage dans les négociations avec l'Organisation de l'aviation civile internationale, combinées à sa rigueur intellectuelle et à son souci profond de faire ce qui était juste, servent bien le CSIRO et l'Australie jusqu'à ce qu'il prenne sa retraite du CSIRO, à l'âge de 62 ans, en 1985.

## Very Fast Train Joint Venture

### Inspiration, conceptualisation et études initiales (1983-1987)
En octobre 1983, Paul Wild conçoit l'idée d'un système ferroviaire à grande vitesse pour relier Sydney, Canberra et Melbourne.
La State Rail Authority (en) offre une « nouvelle expérience de voyage en train » dans un nouveau train de passagers express puissant et confortable, le XPT, sur les services partant de Sydney. En octobre de la même année, il décide de l'emmener de Canberra à une réunion du CSIRO à Sydney.
Wild attend avec impatience un voyage rapide lors de son premier voyage en train de campagne depuis de nombreuses années. Au début de sa jeunesse, dans les années 1930, les chemins de fer poussaient toujours pour atteindre une vitesse moyenne de 60 milles à l'heure (97 km/h). Il a grandi "quand la vitesse était considérée comme l'essentiel sur le chemin de fer". Mais la déception de son voyage est venue quand il s'est rendu compte que « malgré l'élan très médiatisé mais très bref du train à 160 km/h, le trajet, dans l'ensemble, avait les caractéristiques tranquilles d'un train de ligne secondaire.... Au final, le trajet a duré 4 heures et 37 minutes, soit 20 minutes de plus que prévu, à une vitesse moyenne de 70,6 kilomètres par heure. J'ai été absolument consterné par tout cela. Après avoir pris l'avion pour rentrer chez moi ce soir-là, j'ai recherché un vieux livre de référence. J'ai appris que si le train avait terminé le trajet en seulement quatre heures - un horaire qui allait bientôt être introduit - il aurait voyagé à la même vitesse moyenne de 81,6 km/h comme le London to Bristol Express en 1851. »
Le lendemain, Wild écrit à David Hill (en), le directeur général de la State Rail Authority (SRA) : il décrit son expérience XPT et demande : « Pouvons-nous aider de quelque manière que ce soit à améliorer les choses ? Puis, lors d'une réunion organisée par Hill en février 1984, après avoir fait des recherches sur les systèmes ferroviaires à grande vitesse français et japonais (dont il n'a eu connaissance que de loin lorsqu'il a fait son voyage), Wild et deux collègues discutent du potentiel de vitesses avec les cadres de la SRA. Mais malgré la cordialité, il devient évident qu'un tel projet est peu susceptible d'aller loin sous l'égide de la SRA. Les dirigeants déclarent que les "trains de campagne" sont simplement la plus basse de leurs priorités.
Wild éprouve "un sentiment de profonde tristesse", mais il sait que le concept est trop beau pour abandonner. Il commence à penser aux possibilités d'un trajet Sydney-Canberra-Melbourne de six heures d'abord, puis de plus en plus court. Finalement, il se fixe sur l'idée de terminer le voyage en trois heures, ce qui serait très compétitif avec le transport aérien. Cela signifie une vitesse de 350 kilomètres à l'heure - bien que le train le plus rapide du monde à l'époque, le TGV français, ne circule qu'à 270 km/h. (Plus tard, il visera une vitesse symbolique, tout comme l'avait été l'objectif de 60 milles à l'heure dans sa jeunesse : 360 kilomètres à l'heure, car cela représentait 100 mètres par seconde) .
En avril 1984, lui et plusieurs cadres supérieurs du CSIRO et un directeur technique principal de BHP se rencontrent pour discuter d'un document conceptuel. La veille du Vendredi saint, ils se mettent d'accord sur les composants et sur qui les écrirait. Ils ont tous des engagements et conviennent qu'il faudrait six semaines pour rédiger un projet. Cependant, leur enthousiasme personnel est tel que chacun d'entre eux travaille tout au long de la pause de quatre jours, terminant pratiquement ses brouillons. En juillet 1984, l'ouvrage achevé est publié sous le titre A Proposal for a Fast Railway between Sydney, Canberra and Melbourne. Il transforme le train à grande vitesse d'un concept large en une proposition tangible, prédisant remarquablement les principaux problèmes qui seraient impliqués dans le développement d'un chemin de fer à grande vitesse australien.
De Sydney à Canberra, une grande partie de la route est similaire à celle de la Hume Highway. De la capitale nationale, elle se dirige vers le sud - parallèlement à la côte, généralement environ 70 kilomètres à l'intérieur des terres – via Cooma et Bombala jusqu'à Orbost ; puis à l'ouest jusqu'à Melbourne, tout près de la côte. Cette route est choisie car elle offrirait un meilleur accès aux populations du sud-est côtier de la Nouvelle-Galles du Sud et de l'est de Victoria, très mal desservies par les transports. De plus, cela encouragerait la décentralisation plus qu'une route entièrement intérieure, car environ 80 pour cent des Australiens choisissent de vivre à moins de 50 kilomètres de la côte. Bien que les courbes VFT soient 20 fois plus larges que sur le chemin de fer existant Sydney-Melbourne, l'itinéraire proposé est capable de contourner les montagnes plutôt que de les traverser. La direction des vallées est favorable pour la plupart, minimisant le coût du creusement des tunnels et des travaux de terrassement substantiels.
Le ministre des Sciences de Wild, Barry Jones, joint une copie à une lettre au Premier ministre, faisant remarquer que le concept serait très précieux pour aider à la décentralisation.
La réception de la proposition dans le portefeuille fédéral des transports est très contrastée. Une réunion avec le secrétaire du département et des hauts fonctionnaires de son département et du Bureau of Transport Economics préfigure une relation difficile qui devait se poursuivre malgré l'attitude ostensiblement coopérative des gouvernements fédéral et étatiques. La proposition est envoyée au ministre fédéral des Transports, Peter Morris (en), avec des commentaires reflétant l'opinion de ses fonctionnaires : elle ne vaut pas la peine d'être considérée. Bien que Sydney-Melbourne soit par la suite identifiée comme la quatrième route aérienne la plus fréquentée au monde (plus fréquentée que toute autre en Amérique du Nord ou en Europe à l'exception de Madrid à Barcelone)  et que le bureau ne dispose d'aucune donnée fiable sur les marchés des transports dans le sud -Est de l'Australie, ses responsables estiment que les tarifs des passagers doivent être fixés à un taux qui ne sera pas commercialement viable. Le bureau n'acceptera pas l'expérience française selon laquelle les lois de la physique (dans lesquelles la quantité de mouvement est proportionnelle au carré de la vitesse) permettent des gradients beaucoup plus raides (donc beaucoup moins de travaux de terrassement) que sur les chemins de fer à basse vitesse. La différence dans l'estimation des travaux de terrassement est de 2 milliards de dollars – une proportion importante du coût total du projet.
Au parlement fédéral, Morris surmonte le scepticisme de ses fonctionnaires grâce à sa longue expérience syndicale dans l'industrie des transports. Le 12 septembre 1984, répondant à une question sans préavis à la Chambre des représentants, il qualifie la proposition de grandiose, la comparant à une autre proposition de construire un canal à travers le centre de l'Australie. Il a dit : « Je ne recommanderai pas ainsi au gouvernement que des ressources soient allouées pour même faire une étude à ce sujet. » En guise d'adieu, il observe que « si, comme cela a été suggéré par ses partisans... le secteur privé s'y intéresse, je dirais au Dr Wild qu'il devrait renvoyer la proposition au secteur privé... et qu'ils le mettent en avant et le financent."
Après avoir rencontré Morris plus tard en septembre, Wild décide qu'il était temps de dire ce qu'il pense : il déclare que « dans de nombreux domaines, l'Australie a désespérément besoin de se sortir de la stagnation de la pensée du XIXe siècle ». Il pense que la réaction met en lumière le malaise général de l'Australie ; il déplore l'accent mis sur le court terme et la préférence pour le rafistolage des systèmes délabrés et peu rentables, ignorant les plans imaginatifs pour l'avenir. Il appelle à une enquête beaucoup plus large et objective par des experts indépendants, y compris ceux des pays d'outre-mer qui disposent déjà de trains rapides. Ce faisant, il souligne qu'il ne recherche pas de financement gouvernemental pour le programme – simplement un soutien pour une étude de 500 000 $ qui durerait 12 mois.
Il dira plus tard : « Je me suis mis dans le pétrin en disant que ce recul était caractéristique du malaise dont souffre le pays, qui a fait la une des journaux. Alors j'y mets parfois le pied » .
Cependant, il y a un bon résultat : peu de temps après, Peter Abeles (en), directeur du géant des transports TNT, lui téléphone et lui dit : « Je pense que je peux vous aider avec une solution commerciale à votre problème. Après cela, Wild déclare : « Petit à petit, avec son soutien, j'ai formé une coentreprise. Et c'est à ce moment-là que nous avons fait l'essentiel du travail » .
Wild prend sa retraite du CSIRO en octobre 1985, mais le CSIRO continue à soutenir les études de préfaisabilité jusqu'en octobre 1988. En septembre 1986, il a réuni une coentreprise non constituée en société de TNT, Elders IXL et Kumagai Gumi. En août 1987, après un retard causé par les incertitudes entourant une éventuelle prise de contrôle de leur entreprise, la BHP se joint en tant que quatrième, et par la suite, premier partenaire. Wild devient président de la coentreprise Very Fast Train .

### Études ultérieures (1987-1988)
En juin 1987, l'étude de préfaisabilité de la coentreprise est achevée. Il postule que le projet est techniquement faisable et financièrement viable. Il prévoit une ligne à grande vitesse spécialement construite de Sydney à Canberra via Bowral et Goulburn, soit une route côtière de Canberra à Melbourne via Cooma, East Gippsland et la vallée de La Trobe – soit une route intérieure via Wagga Wagga, Albury-Wodonga, Wangaratta et Seymour. Plus tard, les itinéraires vers Brisbane et Adélaïde sont conceptualisés.

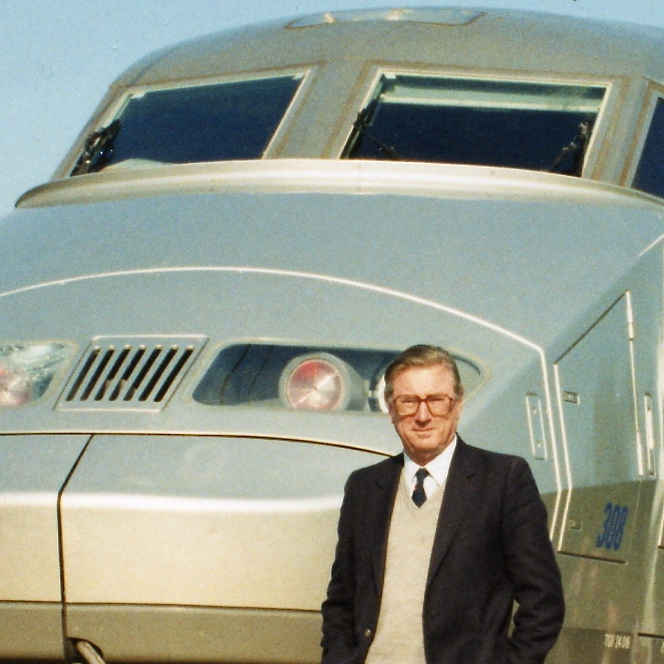
Paul Wild et un TGV en France en 1989. Sa vision d'un chemin de fer à grande vitesse pour l'Australie a finalement été contrecarrée par l'inertie du gouvernement et ce qu'il avait appelé « la stagnation de la pensée du XIXe siècle ».

En juillet-août 1988, une analyse du marché des passagers d'un million de dollars est réalisée et une étude de faisabilité est lancée, pour laquelle les partenaires de la coentreprise ont budgétisé 19 millions de dollars. En décembre, un rapport de concept VFT est publié, identifiant les problèmes clés d'un système ferroviaire à grande vitesse, qui sera construit et exploité par une entreprise privée, avec des trains circulant entre Sydney, Canberra et Melbourne à des vitesses allant jusqu'à 350 km/h. Le rapport sollicite des réponses positives de la part des gouvernements de la Nouvelle-Galles du Sud, de l'État de Victoria et du gouvernement fédéral ainsi que de l'administration du Territoire de la capitale australienne pour faciliter l'accès aux terres pour l'enquête et l'enquête sur les routes ; assurer la coopération des agences gouvernementales ; et les formes de soutien, y compris la promulgation de lois pour faciliter l'acquisition de terres.
Le projet VFT suscite un large intérêt du public et des médias. Ce dernier n'a pas toujours été favorable, relevant du scepticisme du gouvernement à l'égard du projet. Certains commentateurs publics parlent à partir d'une position préétablie. Bien que Wild n'ait aucun doute sur la complexité d'une telle entreprise à l'ère de la consultation publique, il avertit que le projet « se terminerait en pagaille si chaque professeur et écologiste avait son mot à dire ».
Le soutien général du public au projet est très fort. Un sondage auprès des résidents du Gippsland révèle qu'il avait un soutien de 70 %. Un sondage de Morgan révèle un soutien de 65 % au projet dans l'ensemble de Victoria et de la Nouvelle-Galles du Sud. Un autre sondage montre un soutien à 80 % dans les zones métropolitaines et rurales de Victoria et de la Nouvelle-Galles du Sud.

### Problèmes et arrêt final (1990-1991)
En juillet 1990, la coentreprise VFT annonce des études comparatives de la demande du marché et des coûts d'investissement sur les routes côtières et intérieures. En octobre 1990, Wild annonce que la route intérieure est le choix préféré pour le VFT. La décision de ne pas suivre l'itinéraire d'origine à l'est des Snowy Mountains et à travers le Gippsland est difficile pour la coentreprise VFT et pour Wild personnellement. La décision est basée uniquement sur les coûts d'investissement et les performances financières prévues des deux routes : aucun gouvernement n'est intéressé par les avantages en matière de développement que la route côtière aurait apporté à la région sud-est de l'Australie. 
La décision vaut le mépris du premier partisan de la proposition, Sir Peter Abeles, un visionnaire qui, dès le début, a été attiré par le potentiel de développement national de la VFT. Conscient de la croissance que les trains rapides d'outre-mer ont généré sur des itinéraires entiers, il ne voit pas l'intérêt d'aller à l'intérieur des terres, où peu de gens veulent vivre. Sa réponse à la décision est « You've lost the plot ».
Le projet rencontre d'autres problèmes. En interne, les points de vue des membres de la joint-venture ne sont pas toujours alignés. Comme beaucoup de gens d'affaires en Australie le savent, une joint-venture est une forme d'entreprise commerciale moins robuste qu'une société. [note 5] Il y a certainement de nombreuses tensions au sein de la coentreprise VFT, et elles augmentent au fur et à mesure que l'étude de faisabilité progresse. Wild, se référant en 1995 au moment où le projet s'est développé dans le cadre de la coentreprise, déclare : « Nous avons ensuite mis en place une gestion professionnelle et je pense que les choses ont commencé à glisser à partir de là ». Son rôle de président de la coentreprise n'est pas facile.
À l'externe, il y a le problème persistant de traiter avec quatre gouvernements, c'est-à-dire le gouvernement fédéral, les gouvernements des États de la Nouvelle-Galles du Sud et de Victoria, et à la suite de l'octroi récent de l'autonomie gouvernementale à la capitale nationale, le gouvernement du Territoire de la capitale australienne. Ils ont des agendas différents et ont tendance à rechercher les problèmes associés au projet plutôt que les opportunités qu'il offre. Cette attitude conduit à un éventuel obstacle insurmontable auquel le projet est confronté, lorsque se pose la question du traitement fiscal qui sera nécessaire pour que le projet se concrétise. L'équipe VFT travaille dur en 1990 et 1991 pour concevoir une approche acceptable. Malgré les avantages économiques qui ont été identifiés dans une analyse par un tiers, le gouvernement fédéral n'est pas prêt à agir dans le domaine de la fiscalité. 
Wild conserve un sentiment d'amertume face à la myopie du gouvernement fédéral qui contrecarre le projet. Il déclare : « Ce qui a finalement perdu le projet, c'est que nous demandions des dispositions fiscales très raisonnables qui s'appliqueraient au début des dépenses très lourdes - à long terme, nous paierions plus d'impôts mais nous voulions simplement alléger les impôts. pendant cette période précoce – et cela a été repoussé par le gouvernement, en fait par le trésorier… Paul Keating, et je dirais qu'il est l'homme responsable de l'arrêt [du] projet. » En août 1991, le gouvernement fédéral donne sa réponse définitive et négative et la coentreprise cesse de travailler sur le projet. Ironiquement, le gouvernement fédéral introduit rapidement des obligations d'infrastructure pour aider les grands projets confrontés aux mêmes obstacles financiers que le VFT. Cependant, les gouvernements australiens continuent à lutter pour trouver des mécanismes acceptables pour les partenariats public-privé entreprenant des projets d'infrastructure.
Wild conclut également qu'il y avait des facteurs internes qui, rétrospectivement, auraient entravé le projet : il pense que la structure d'entreprise choisie d'une coentreprise n'a pas les forces de gouvernance et l'orientation d'une entreprise ; trop de retards dans le projet se sont produits ; et il aurait été préférable d'acheter des TGV « sur étagère » que de procéder, comme ils l'avaient fait, avec un train qui devait être conçu et construit en Australie.
Mais d'autres bénéficient des idées visionnaires de Wild : il conceptualise un chemin de fer à grande vitesse Pékin-Shanghai, qui est maintenant en service commercial.
Lorsque le VFT est conçu, seuls trois pays exploitent des services ferroviaires à plus de 200 km/h sur des pistes aménagées : la France, le Japon et l'Italie. Si le projet VFT avait avancé assez rapidement, l'Australie aurait été le sixième pays au monde à disposer d'un train à grande vitesse, après l'Allemagne et l'Espagne. Aujourd'hui, des services ferroviaires à grande vitesse fonctionnent dans une douzaine de pays, et un nombre similaire les construit ou les planifient. L'Australie est loin derrière.
L'homme qui à sept ans voulait être mécanicien n'a pas vu son rêve d'enfant se réaliser dans son pays d'adoption. Près de 30 ans plus tard, le train Canberra-Sydney voyage toujours, s'il circule à l'heure, pas plus vite que le Londres-Bristol Express en 1851.

## Dernières années

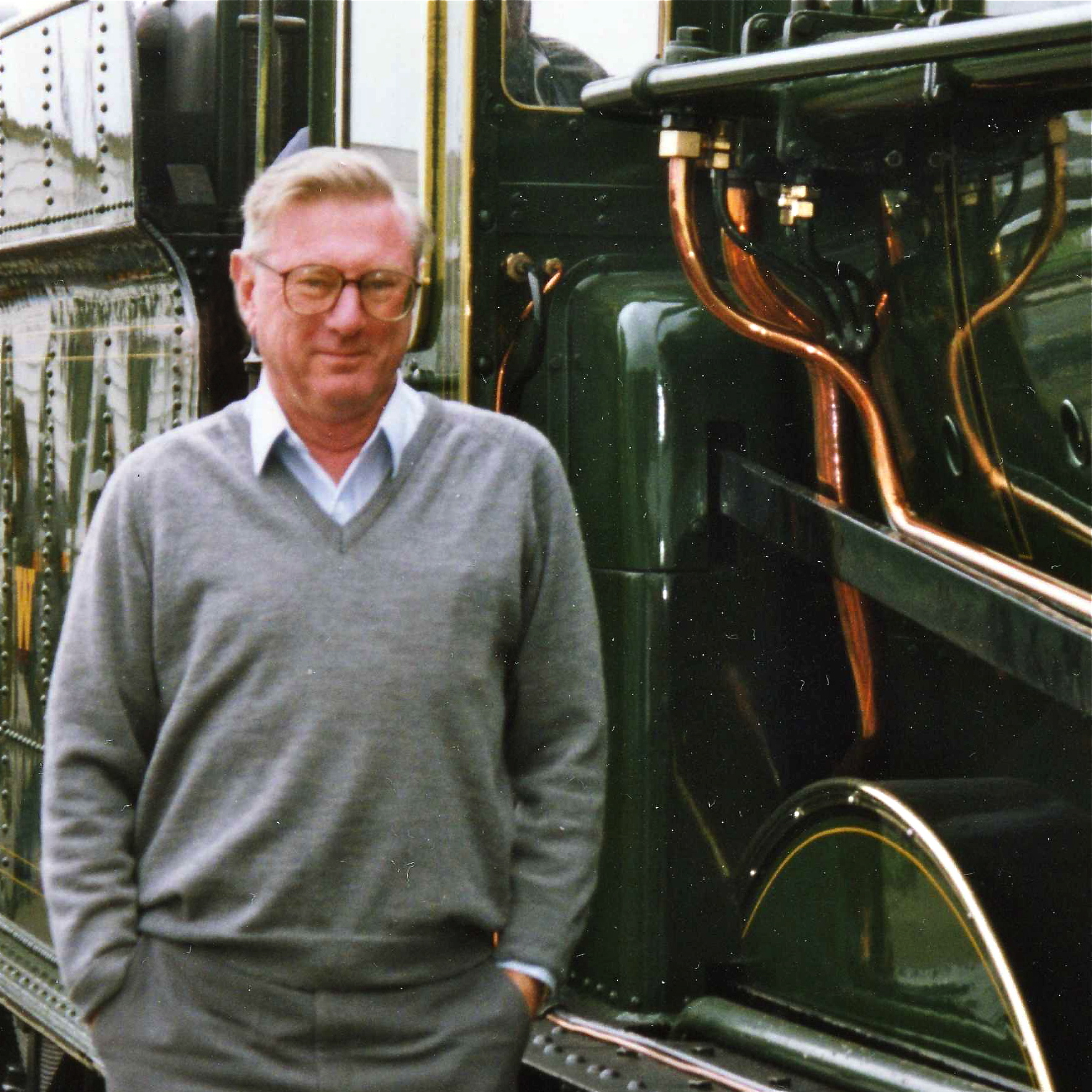
À sept ans, Paul Wild voulait « être conducteur de locomotive pour conduire l'une des locomotives de la classe King de Paddington au West Country ». En 1985, il se tient à côté de la locomotive à vapeur restaurée King Edward I.

La femme de Wild depuis 43 ans, Elaine, décède en 1991. Peu de temps après la fin du projet VFT, il part en vacances aux États-Unis et a emporté avec lui l'adresse d'un ancien collègue en radiophysique – seulement pour découvrir qu'il est récemment décédé. Quelques mois plus tard, il épouse la veuve de son collègue, Margaret Lyndon, et ils vivent 12 années heureuses ensemble avant sa mort. Pendant ce temps, ils alternent entre Ann Arbor et Canberra.
Aux États-Unis, Paul Wild passe des heures avec le fils de Margaret, Tom Haddock, également chercheur, à discuter de la relativité générale, de l'origine de l'inertie, de la manière intelligente dont les scientifiques soviétiques Landau et Lifshitz développent leurs arguments sur la théorie des champs et les expériences en cours, comme le satellite Gravity Probe B pour détecter l'effet relativiste général de traînée de trame Lense-Thirring à partir de la rotation de la Terre. L'origine de l'inertie est un intérêt particulier que Wild a, dont ils discutent longuement. Haddock a réfléchi : « La physique allait bien au-delà de la profession de Paul ; c'était aussi son passe-temps ».
Les deux travaillent également ensemble sur un article sur la théorie de la gravitation, Evaluation of the Cosmic Density Parameter, Omega, concernant la composante oméga due à la masse. Le résultat purement théorique est basé uniquement sur une équation de la relativité générale, donnée par Einstein, reliant la masse inertielle et gravitationnelle - indépendamment des valeurs de la constante gravitationnelle et de la constante de Hubble. L'article reflète le fort intérêt que Wild a pour la gravitation, la relativité et la cosmologie jusqu'à la fin.
Ce n'est pas surprenant. Dans une interview de 1995, Wild nomme sa réalisation la plus importante pour être la construction du radio-héliographe Culgoora et fournir au monde un œil unique pour visualiser et enregistrer des images en mouvement de l'activité solaire en évolution rapide. Il a observé : « la plupart des découvertes scientifiques, si elles n'avaient pas été faites par l'auteur, auraient été faites par quelqu'un d'autre en l'espace d'un an ou même moins. À mon avis, les découvertes ou les projets les plus importants sont ceux qui auraient échappé à d'autres chercheurs pendant des décennies ou plus. … Le [radio-héliographe de Culgoora] a révélé toute une gamme de phénomènes auparavant inconnus à une longueur d'onde des millions de fois plus longue que la longueur d'onde de toutes les autres images animées jamais prises du soleil. Aujourd'hui, près de trois décennies plus tard, l'instrument n'a pas été dupliqué et les résultats restent uniques. En disant cela, je ne veux pas donner l'impression que je l'ai fait tout seul. Je dois beaucoup au CSIRO et à la Fondation Ford pour avoir fourni les ressources et à un groupe formidable de collègues qui l'ont construit et l'ont fait fonctionner. » Paul Wild est un amateur averti de musique classique, appréciant particulièrement Beethoven ; un expert des mots croisés du Times, des échecs et du bridge ; un passionné de chemin de fer; un joueur de cricket social et une « encyclopédie ambulante de la connaissance du cricket ». Son intervieweuse pour le projet d'histoire orale de la Bibliothèque nationale d'Australie, Ann Moyal, fait référence à « son histoire, avec ses traits humoristiques ».
Wild a engendré des loyautés intenses parmi les gens qu'il connaissait. Son service naval formateur lui a donné le sens du travail d'équipe et de l'obligation envers les autres, et de rechercher la voie la plus juste à suivre. Son successeur au CSIRO a parlé de « sa générosité à partager des idées », qu'il était « extrêmement accessible », avec « la capacité magique de réduire les concepts les plus complexes à des termes simples compris par tous » ; et lorsque ces concepts « ont été mis en pratique, il n'a jamais manqué de reconnaître le rôle [ses collègues] joué dans leur développement ».
Paul Wild est décédé de causes naturelles à Canberra le 10 mai 2008.

## Prix et distinctions
Paul Wild a reçu les récompenses suivantes pour sa recherche et son leadership scientifique :
- Médaille Edgeworth-David, Société royale de Nouvelle-Galles du Sud (1957)[81]
- Membre de l'Académie australienne des sciences (1964)[82]
- Premier lauréat de la médaille Arctowski (en), Académie nationale des sciences des États-Unis (1969)[83]
- Médaille d'or Balthasar van der Pol, Union radio-scientifique internationale (1969)[84]
- Membre de la Royal Society (1970)[85],[86]
- Premier lauréat de la Médaille Herschel, Royal Astronomical Society (1974)[87]
- Médaille et conférence Matthew Flinders (en), Académie des sciences australienne (1974)[88]
- Médaille Thomas Ranken Lyle, Académie des sciences australienne (1975)[89]
- Fellow, Académie australienne des sciences technologiques et de l'ingénierie 1977[90]
- Commandeur de l'Ordre de l'Empire britannique (CBE) (1978)[91]
- Lauréat des archives royales, The Royal Society (1980)[92]
- Prix George Ellery Hale (en) pour l'astronomie solaire, Union américaine d'astronomie (1980)[93].
- Médaille de l'ANZAAS, par l'Australian and New Zealand Association for the Advancement of Science (1984)[94].
- Compagnon de l'Ordre d'Australie (AC) (1986)[95].
- Médaille Hartnett, Royal Society of Arts de Londres (1988)[8].
- Médaille du centenaire (2001)[96].

## Mémorial

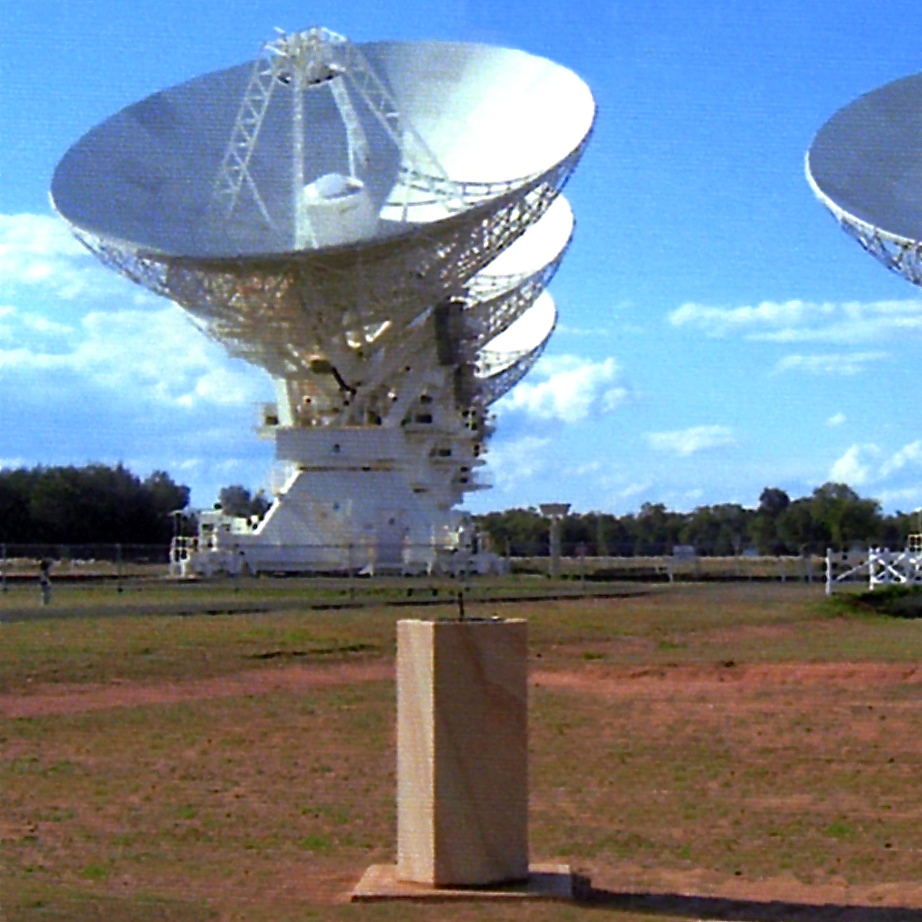
Un cadran solaire commémore Paul Wild près des antennes du Australia Telescope Compact Array.

À Culgoora, en Nouvelle-Galles du Sud (à 25 kilomètres de Narrabri), dans l'enceinte de l'observatoire Paul Wild – qui abrite l'Australia Telescope Compact Array – se trouve un cadran solaire, monté sur un piédestal, « À la mémoire de Paul Wild, fondateur de cet observatoire ".